# Тонкоклювый сорокопутовый личинкоед
Тонкоклювый сорокопутовый личинкоед (лат. Edolisoma tenuirostre) — вид птиц из семейства личинкоедовых. Обитает на Сулавеси, Соломоновых островов, иногда встречается в Новой Гвинее и Западной Австралии. Большинство авторов относят этот вид к восстановленному роду Edolisoma.

## Описание

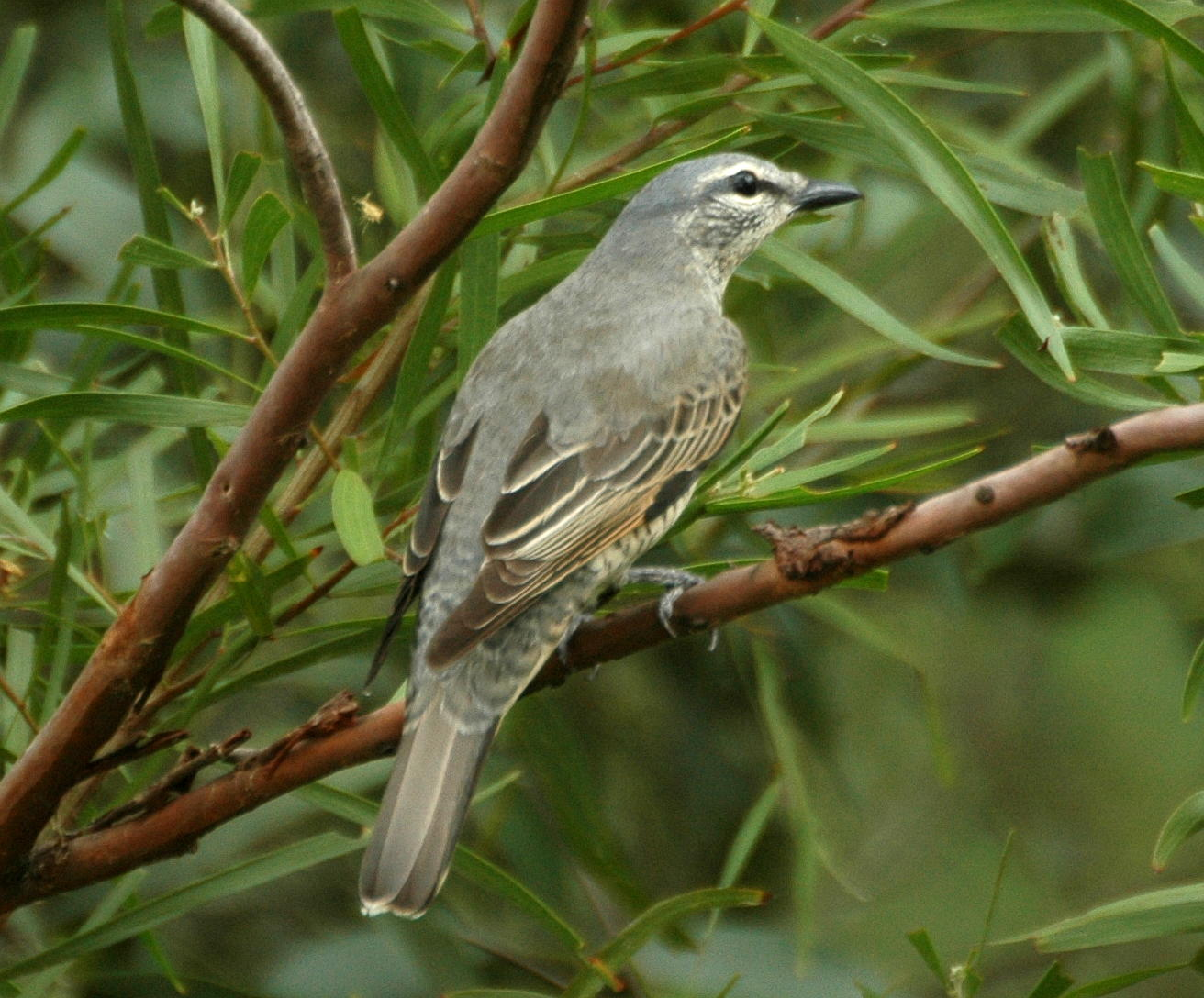
Самка

Достигает длины тела 22-25 см. Взрослый самец преимущественно шиферно-серого цвета со слегка расширенной чёрной глазной полосой, которая может распространяться на горло и уши (рисунок изменчив).

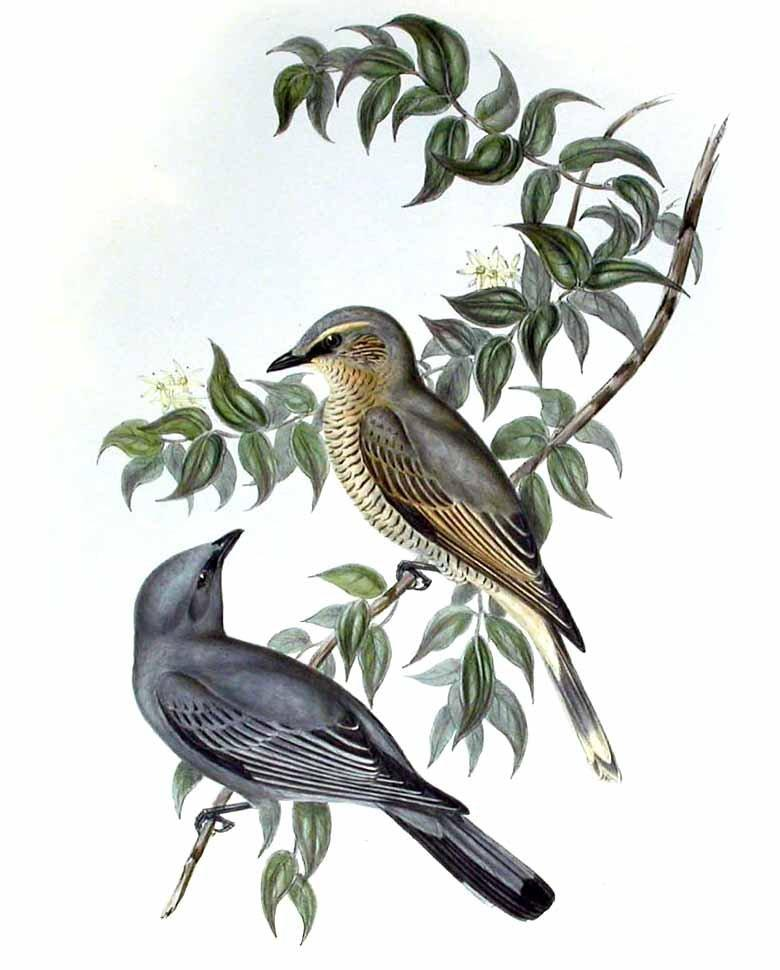
Самец слева, самка справа; рисунок Джона Гулда

Перья на крыльях имеют тёмную середину и светлые края. Взрослая самка серовато-коричневая. Верхняя часть головы и шея несколько серовато-коричневые, скорее кремового цвета. Хвост немного темнее и хорошо развит. Бока шеи и грудь опоясаны полосами разных оттенков чёрного. Темная полоса проходит по бокам до середины брюха. Оперение молодых и полувзрослых птиц серовато-коричневое и с возрастом адаптируется к оперению взрослых птиц. Изменение цвета оперения наиболее отчетливо видно у самцов.

## Среда обитания и образ жизни
Обычно обитает на полях и лугах, где присутствуют высокие кустарники, деревья или отдельные крупные валуны. Эти возвышенности используются в качестве насестов и наблюдательных пунктов. Вероятно, этот вид предпочитает лесные опушки с высокой пограничной линией.
Тонкоклювый сорокопутовый личинкоед — птица неперелётная и довольно пугливая. Его скорее можно услышать благодаря его высокой, пронзительной вокализации, чем увидеть. Вне сезона размножения ведёт себя довольно тихо. Его рацион составляют насекомые — жуки, гусеницы и цикады, которых он ловит в основном на деревьях, кустах или на земле.
Гнездо имеет диаметр всего 7,5 см и состоит из мелких веточек, паутины и маскируется лишайником.
Пока самка высиживает яйца, самец защищает гнездо и территорию от посторонних и приносит самке пищу.

## Подвиды
Выделяют шесть подвидов:
- E. t. nehrkorni Salvadori, 1890 — Вайгео (острова Раджа-Ампат, северо-запад Новой Гвинеи; известен по одному экземпляру)
- E. t. aruense Sharpe, 1878 — острова Ару (юго-запад Новой Гвинеи) и юго-запад, центральная часть южной Новой Гвинеи
- E. t. muellerii Salvadori, 1876 — Кофиау и Мисул (острова Раджа-Ампат, северо-запад Новой Гвинеи), Новая Гвинея (кроме юга), архипелаг Д’Антрекасто (восток юго-восточной части Новой Гвинеи), Лонг (запад Новой Британии) и Сакар (север острова Умбои, запад Новой Британии; юго-запад архипелага Бисмарка)
- E. t. tagulanum Hartert, EJO, 1898 — острова Мисима и Тагула (запад, центр архипелага Луизиада, восток юго-восточной части Новой Гвинеи)
- E. t. melvillense (Mathews, 1912) — северо-восток Западной Австралии до полуострова Кейп-Йорк, северо-восток Квинсленда (северная Австралия)
- E. t. tenuirostre (Jardine, 1831) — от центральной части восточного Квинсленда до юго-восточной Виктории (восточная Австралия)